# Emerico Lobo de Mesquita
José Joaquim Emerico Lobo de Mesquita (Vila do Príncipe, 12 ottobre 1746 – Rio de Janeiro, maggio 1805) è stato un organista e compositore brasiliano.
La sua vita è poco conosciuta e male documentata. Visse nell'epoca della fioritura della regione di Minas Gerais, in seguito alla scoperta di oro e pietre preziose. 
Tutta la sua produzione conosciuta è nel campo della musica sacra. Operò principalmente presso le confraternite religiose, suonando l'organo nelle chiese, dirigendo orchestre e producendo composizioni liturgiche per le feste della Chiesa. Il suo stile, come fu la regola nella regione nella sua epoca, è un amalgama originale di riferimenti rinascimentali, barocchi e classicisti, con predominio di questi ultimi. 
Le sue composizioni continuarono a essere apprezzate dopo la sua morte all'interno di circoli ristretti e fino alla metà del XX secolo, fu ricordato principalmente come esimio organista, ma alcune composizioni non smisero mai di essere eseguite dalle orchestre tradizionali della sua regione. 
A partire dagli anni 1940 cominciò il recupero della sua opera da parte della critica, ma ancor oggi vi sono molte lacune nella comprensione della sua arte e del suo percorso. Del totale della sua produzione, stimato in cerca 500 composizioni, ne restano meno di 90, molte di attribuzione dubbia. Sopravvivono pochi manoscritti autografi.
È patrono del seggio numero 4 dell'Accademia brasiliana di musica, ed è considerato uno dei grandi esponenti, se non il maggiore, della cosiddetta Scuola di Minas Gerais, e uno dei nomi più prestigiosi della musica colta brasiliana di tutto il periodo coloniale.

## Biografia
Poco si sa della sua vita. La data e il luogo di nascita, trasmessi da Geraldo Dutra de Moraes, sono dubbi, in quanto non fu mai reperita una documentazione che li comprovasse. La prima registrazione ragionevolmente sicura che lo riguardi, accettato da Curt Lange, è del 1765, quando fu citato in uno dei libri dei pagamenti del Senado da Câmara di Serro. La successiva apparizione, secondo Sérgio Pires, fu solo nel 1774, quando ricevette il pagamento di 37 oitavas de ouro per la sua direzione della musica per il Corpus Domini a Serro. La maggior parte delle registrazioni seguenti non dice niente sulla sua persona, e lo mostrano solo ricevere pagamenti o fare contratti per rappresentazioni e commesse di composizioni. A Serro aveva appreso la sua arte, sotto la guida del maestro di cappella locale, Manuel da Costa Dantas, ma Lange ammette la possibilità che possa essersi recato in Portogallo per perfezionarsi. Rimase a Serro fino al 1776 circa, quando per motivi sconosciuti, si trasferì ad Arraial do Tejuco, l'attuale Diamantina. Probabilmente vi compose la sua prima opera conosciuta, la Messa per il Mercoledì delle Ceneri del 1778.
A Tejuco collaborò con la Confraternita del Santissimo Sacramento, che operava nella chiesa di Sant'Antonio, dal 1783 al 1798. Però, lavorò anche per altre chiese, come la chiesa di Nostra Signora della Mercede, e svolse un incarico amministrativo nella Confraternita di Nostra Signora della Mercede degli Uomini Creoli dal 1788 al 1789. A partire dal 1783 è citato come organista della chiesa matrice di Sant'Antonio, in cui probabilmente fu il responsabile per l'installazione dell'organo costruito da Manuel de Almeida Silva. Entrò nel Terz'ordine carmelitano nel 1789, e fu organista della chiesa di Nostra Signora del Carmelo, in cui fece uso di un altro strumento costruito da Almeida Silva, e che ancora esiste. Successivamente ebbe incarichi amministrativi nella Confraternita di Nostra Signora dell'Amparo e compose un oratorio per la Settimana Santa. Nella stessa città fu alfiere del reggimento di fanteria dei mulatti e compose altri brani sacri. Diede anche lezioni.
A Vila Rica, l'attuale Ouro Preto, ove risiedeva nel 1798 per probabili problemi finanziari, entrò nel Terz'ordine carmelitano, per cui profuse il suo maggiore impegno, e fece l'esperienza di conoscere altri importanti compositori della regione, come Marcos Coelho Neto padre e figlio), Francisco Gomes da Rocha, Florêncio José Ferreira Coutinho e Jerônimo de Souza Lobo. A Vila Rica diresse la musica per il Triduo pasquale degli anni 1798-1799 alla chiesa matrice di Nostra Signora del Pilar, e le Quarentore, negli anni seguenti (1800-1801). 
Verso il 1800 partì per Rio de Janeiro, lasciando come successore Francisco Gomes da Rocha. A partire dal 1801 è citato come organista nelle messe della chiesa del Terz'ordine carmelitano: riceveva un salario di 40 000 real. Morì pochi anni dopo, nel 1805, nella stessa città.

## Opera

### Contesto e stile

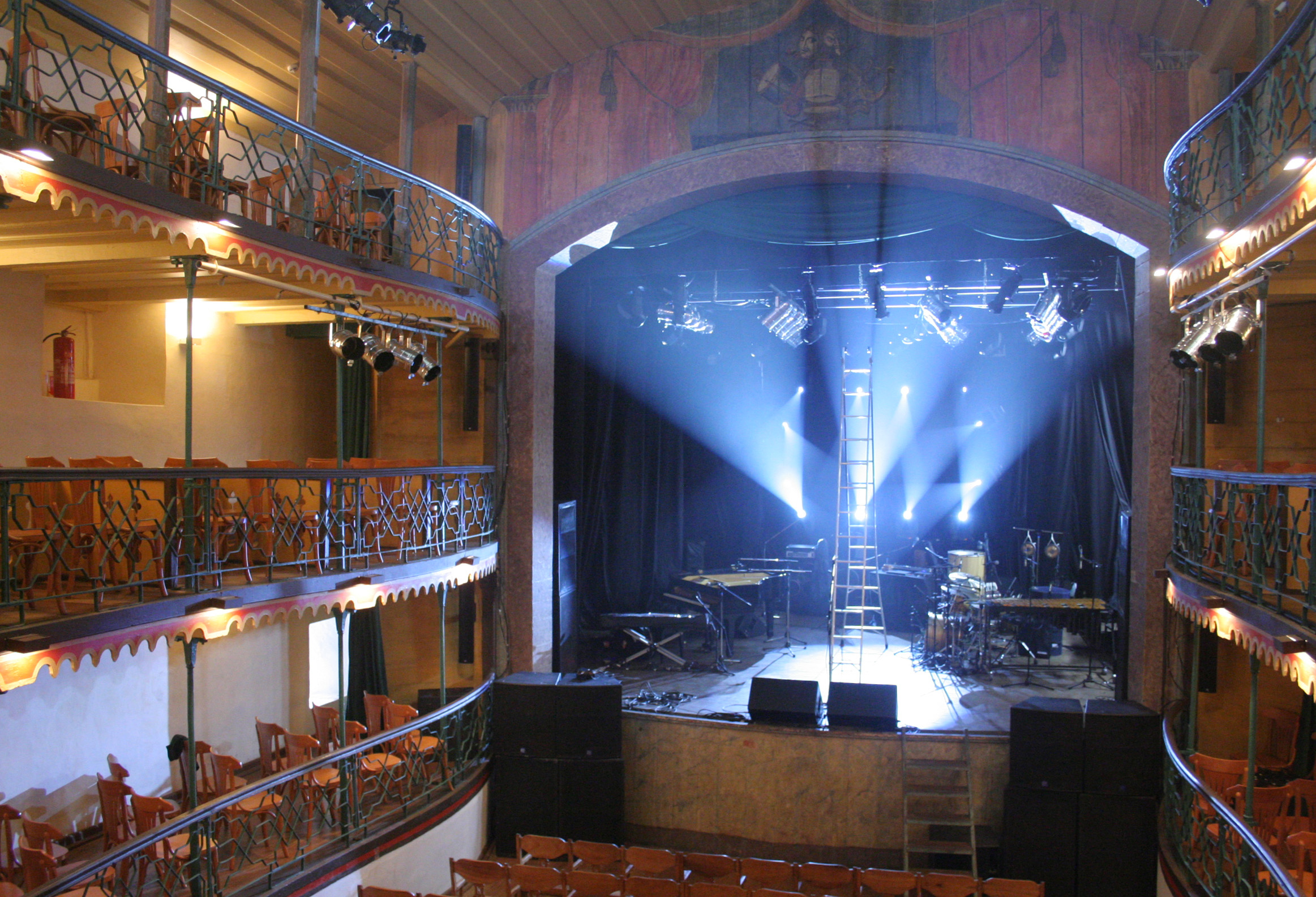
Interno del Teatro di Ouro Preto.

La musica nella regione di Minas Gerais fino all'inizio del XVIII secolo era realizzata da amatori, giacché la zona era stata popolata in un'epoca piuttosto tarda a confronto del litorale. I primi segni della professionalizzazione dei musici appaiono fra il 1710 e il 1720, quando cominciano ad arrivare musici esperti dal Portogallo, attratti dalla rapida crescita economica della regione e dalla conseguente fioritura di tutte le arti: si formarono prospere confraternite legate alle chiese, che provvedevano alla musica sacra, ma anche alla costruzione e alla decorazione dei templi. La scoperta di oro e pietre preziose provocò la formazione di un'élite urbana che patrocinava la cultura, le arti visive e la musica in diverse situazioni, come il culto religioso, le cerimonie e i festeggiamenti pubblici e anche in privato nelle dimore signorili, si rappresentarono opere liriche in alcuni teatri, dei quali quello di Ouro Preto, era il più importante.
Secondo Pires, nonostante questa grande attività, la maggior parte della musica eseguita nella regione fino alla metà del XVIII secolo probabilmente era importata dal Portogallo o dalle grandi città come Salvador e Rio, con molte orchestre e formazioni da camera ma pochi compositori attivi. Lo stesso sistema de contrattazione delle opere fu poco consistente fino alla metà del secolo, e solo a partire dal 1760 si iniziò l'usanza di procedere a licitazioni per l'appalto dei servizi musicali per un anno intero, il che davo ai musici una prospettiva di stabilità e creava condizioni per un'organizzazione su larga scala della vita musicale, con una serie di regole speciali. Allo stesso tempo, anche la professionalizzazione promosse la competizione fra le confraternite, i terz'ordini e le autorità civili, ognuno dei quali cercava di abbellire le funzioni che patrocinavano, per distinguersi fra loro e possibilmente surclassare i concorrenti. Di fatto, molte confraternite presero a mantenere orchestre stabili, il che portò a scuole differenziate e stimolò i musicisti a creare opere nuove per ciascuna occasione. Questa pressione costante obbligò i musicisti locali allo studio approfondito della composizione e a un rapido aggiornamento nei confronti dei progressi estetici europei. Nell'epoca che tendeva al Neoclassicismo, quando fino ad allora nel Minas Gerais prevaleva, come sembra, uno stile musicale arcaico, ancora debitore del Rinascimento, praticamente saltando la tappa intermedia del barocco, che diede innumerevoli frutti di grande importanza in Europa e nel litorale brasiliano per un lungo periodo. Da ciò deriva che lo stile musicale della Scuola di Minas Gerais, come si chiamò la produzione regionale fino all'inizio del XX secolo, è una sintesi originale di riferimenti in cui le tracce del barocco tendono a scomparire e l'eredità del Rinascimento, coltivata fino ad allora, cede decisamente il passo al classicismo, fortemente influenzato da Boccherini, Piccinni, Perez e Sacchini, italiani, e Pleyel, Mozart e Haydn, austriaci, e incorporando alcuni elementi preromantici derivati dal belcanto italiano di Rossini, Paisiello e Cimarosa. Questo fu l'ambiente in cui operò Lobo de Mesquita.
Del barocco si possono notare specialmente l'uso della tecnica della "pittura di parole", l'espressione della teoria degli affetti barocca, corpo dottrinale che stabiliva convenzioni, basate per lo più sull'arte della retorica, per la rappresentazione musicale dei diversi stati d'animo, cercando effetti specifici nel pubblico. Altre caratteristiche barocche sono la preferenza per movimenti di dinamica molto contrastante fra le sezioni; la drammaticità, la strumentazione, e l'uso del basso continuo, che nel Classicismo europeo divenne obsoleto. Del Classicismo adottò principalmente le strutture formali, il sistema armonico, molto più semplificato rispetto al Classicismo, e che ha grande peso nell'effetto finale delle sue composizioni, e lo scarso impiego di tecniche polifoniche, preferendo tessiture omofoniche tipiche dell'avanguardia del suo tempo.

### Fortuna critica
In vita fu un musicista celebre, membro di varie confraternite, e ricevette commesse da organi ufficiali. Uno dei suoi Uffici dei Defunti fu eseguito a Caeté, il 25 gennaio 1827, in memoria dell'imperatrice Leopoldina, il che mostra che il compositore era ancora noto a più di vent'anni dalla scomparsa. 
Tuttavia, in seguito fu abbastanza dimenticato nel Brasile in generale, benché molte delle sue opere siano state copiate lungo il XIX secolo e fino a metà del XX, mostrando che era ancora apprezzato e rimanendo noto nella regione di Minas Gerais fino a oggi: alcuni suoi brani si tramandano ininterrottamente nel repertorio di orchestre centenarie legate alle confraternite, ma disse Paulo Castagna che fino agli anni 1940 si pensava a lui solo come organista. A partire da allora cominciarono a essere reperiti alcuni manoscritti, e specialmente con la pubblicazione de La música en Minas Gerais: un informe preliminar (1946), di Curt Lange, la sua opera giunse ad avere l'attenzione degli specialisti. Però, gran parte della sua produzione, stimata in circa 500 composizione, si è perduta: ne sopravvivono circa 85. Di queste, una ventina è di attribuzione dubbia nel catalogo tematico della sua opera compilato da Maria Inês Guimarães e pubblicato nel 1996 in Francia. Fino al 2006, quando Costa scrisse la sua tesi magistrale, erano stati scoperti 12 manoscritti autografi (oltre alle copie) che si trovano per lo più al Museo della Musica di Mariana.
Oggi è ritenuto unanimemente dagli studiosi uno dei più notevoli compositori del periodo coloniale e probabilmente il più insigne rappresentante della Scuola di Minas Gerais, ma ancora resta molto da conoscere della sua vita e della sua opera.

## Opere

### Musica vocale

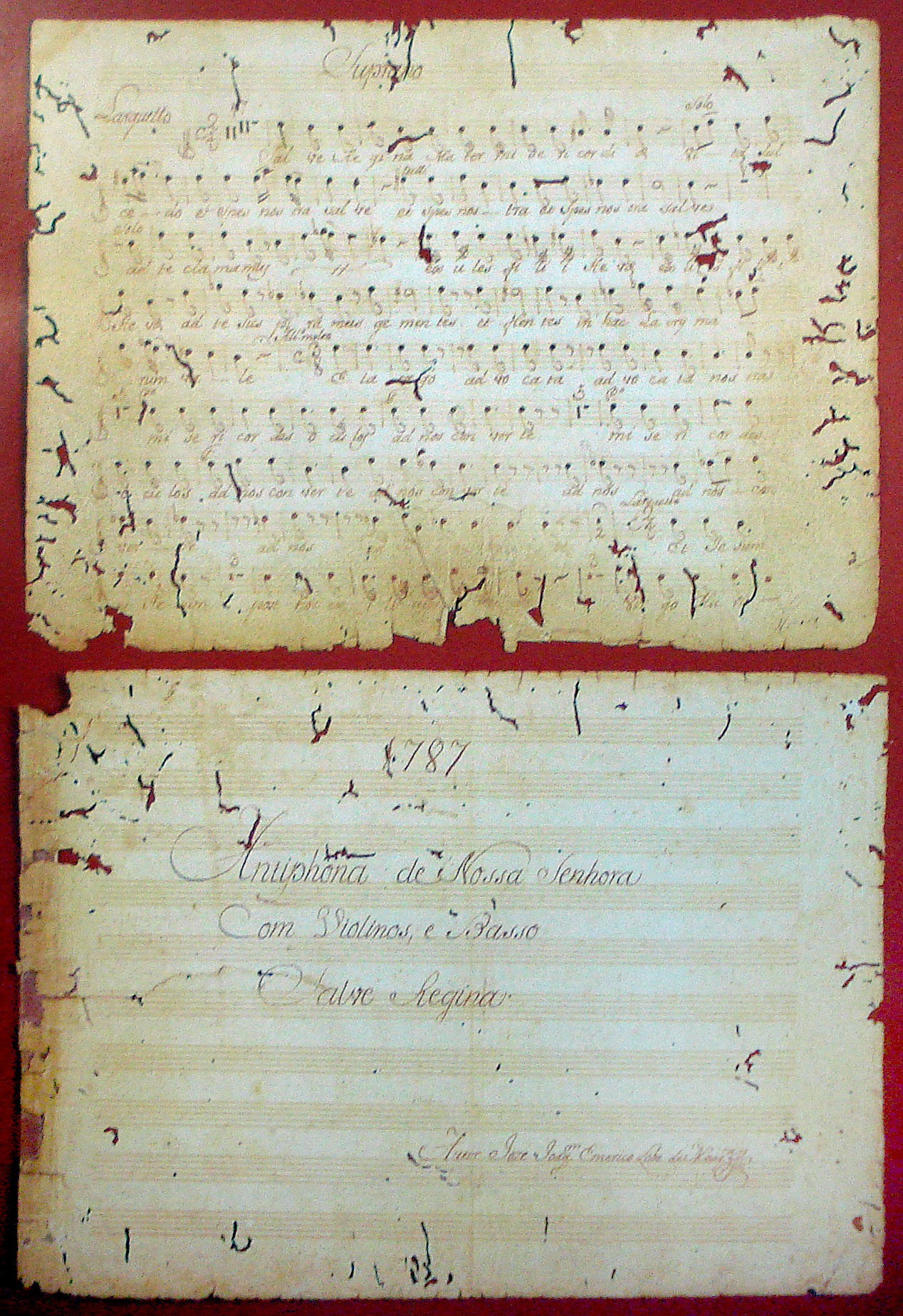
Partitura autografa della Salve Regina.

- Messa per il Mercoledì delle Ceneri, per soli, coro misto, violoncello e organo (1778)
- Regina caeli laetare (1779)
- Messa in fa nº 2, per soli, coro misto e archi (1780)
- Missa in mi bemolle nº 1, per soli, coro misto e archi (1782)
  1. Kyrie eleison
  2. Christe eleison
  3. Et in terra pax
  4. Laudamus te
  5. Gratias
  6. Domine Deus
  7. Qui tollis
  8. Suscipe
  9. Qui sedes
  10. Quoniam
  11. Cum Sancto Spiritu
- Domenica delle Palme (1782)
- Ufficio e Messa per la Domenica delle Palme (1782)
- Terza, per 4 voci e archi (1783)
- Tractus per il Sabato Santo (1783)
  1. Cantemus Domino
  2. Vinea facta est
  3. Attende cælum
  4. Sicut cervus
- Vespri del Sabato Santo (1783)
- Antifona du Nostra Signora (1787)
- Salve Regina (1787)
- Antifone per il Mercoledì e il Giovedì Santo
- Antifone per il Mercoledì, il Giovedì e il Venerdì Santo
- Aria al Predicatore - Ave Regina
- Ave Regina coelorum
- Beata Mater, antifona al Magnificat
- Credo in do, para 4 voci e archi
- Credo in fa
- Christus factus est e Offertorio
- Diffusa est gratia, concerto per soli, coro misto e archi
- Domenica della Risurrezione
- Heu Domine, per la processione dell'Enterro del Signore
- Heus, per la processione dell'Enterro del Signore
- In honorem Beatae Mariae, litanie
- In pacem in idipsum
- Litanie alternate
- Litanie di Nostra Signora del Carmelo
- Litanie del Bom Jesus de Matosinhos
- Laudate Dominum, per il Sabato Santo
- Mattutino di Natale
- Magnificat
- Magnificat alternato
- Memento a quattro, in sol minore
- Messa concertata e Credo
- Messa del Sabato Santo e Magnificat
- Missa di Santa Cecilia
- Messa di Requiem
- Novena delle Mercede
- Novena di Nostra Signora della Concezione
- Novena di Nostra Signora del Rosario
- Novena di San Francesco d'Assisi
- Novena di San Giuseppe
- Ufficio dei Defunti (Ofício das violetas)
- Officium defunctorum
- Ufficio e Messa dei Defunti
- Ufficio della Settimana Santa, per 4 voci e archi
- Ufficio dei Defunti (Ofício das violetas), per 4 voci e archi
- Ufficio dei Defunti nº 2, per soli, coro misto, violoncello e organo
- Passione, Improperia e Adorazione della Croce, per il Venerdì Santo
- Processione delle Palme - Cum appropinquaret
- Responsorio di Sant'Antonio - Si quaeris miracula
- Salmo 112 - Laudate Pueri
- Settenario di Nostra Signora dei Dolori
- Sequenza Stabat Mater
- Te Deum, per 4 voci e archi
- Te Deum, in la minore
- Te Deum in re

### Musica per organo
- Diffusa est gratia
- Domine, tu mihi lavas pedes